# Хлопчик і хмаринка
«Хлопчик і хмаринка» (рос. «Мальчик и облако») — анімаційний фільм 1970 року Творчого об'єднання художньої мультиплікації студії Київнаукфільм, режисер — Алла Грачова.

## Сюжет
Головник герой — хлопчик-мрійник, який дуже любив спостерігати за безкрайнім небом і красою хмаринок різної форми та кольору. І ось одна хмаринка наближається до хлопчика. Що чекає таких незвичайних друзів?

## Творча група
- Автор сценарію: Жанна Вітензон
- Режисер: [Грачова Алла Олексіївна|Алла Грачова]]
- Художник-постановник: Микола Чурилов
- Композитор: Борис Буєвський
- Художники-мультиплікатори: Константин Чикін, Ніна Чурилова, М. Брікер, С. Березовська
- Оператор: Анатолій Гаврилов
- Звукооператор: Ігор Погон
- Редактор: Світлана Куценко
- Асистенти: Р. Лумельська, О. Касьяненко, І. Доценко, Юна Срібницька
- Текст читає: Яків Козлов
- Директор картини: Іван Мазепа